# هات طلا
هات طلا (به فرانسوی: Hot d'Or) (انگلیسی: Golden Hot) یک جشنوارهٔ سالانهٔ فیلم بزرگسالان بوده‌است که از سال ۱۹۹۲ تا ۲۰۰۱ برگزار می‌شده‌است. مکان این جشنواره شهر کن (فرانسه) بوده‌است.